# Liste der Naturdenkmale in Neukirch/Lausitz
Die Liste der Naturdenkmale in Neukirch/Lausitz nennt die Naturdenkmale in Neukirch/Lausitz im sächsischen Landkreis Bautzen.

## Definition
„Naturdenkmäler sind rechtsverbindlich festgesetzte Einzelschöpfungen der Natur oder entsprechende Flächen bis zu fünf Hektar, deren besonderer Schutz erforderlich ist
1. aus wissenschaftlichen, naturgeschichtlichen oder landeskundlichen Gründen oder
2. wegen ihrer Seltenheit, Eigenart oder Schönheit.“

## Liste
Link zu einem Kartenansichtstool, um Koordinaten zu setzen.
| Bild                          | Bezeichnung                                       | Lage                                       | Beschreibung | Datum | Nummer |
| ----------------------------- | ------------------------------------------------- | ------------------------------------------ | ------------ | ----- | ------ |
| BW                            | Kiefern-Eichen-Wäldchen auf Weickerts Berg        | Neukirch (51° 6′ 5,3″ N, 14° 20′ 3,4″ O)   |              |       | BZ163  |
| BW                            | Gehölz am Westhang von Weickerts Berg             | Neukirch (51° 6′ 10″ N, 14° 20′ 3,7″ O)    |              |       | BZ164  |
| BW                            | Gehölz am NO-Hang von Werners Berg                | Neukirch (51° 5′ 13,1″ N, 14° 19′ 19,9″ O) |              |       | BZ165  |
| BW                            | Gehölz auf Werners Berg                           | Neukirch (51° 5′ 10,7″ N, 14° 19′ 9,7″ O)  |              |       | BZ166  |
| BW                            | Erlenbruch am Nordfuß des Valtenberges            | Neukirch (51° 4′ 56,7″ N, 14° 16′ 54″ O)   |              |       | BZ194  |
| mehr Fotos \| Fotos hochladen | Stieleiche vor dem Gemeindeamt                    | Neukirch (51° 5′ 37,3″ N, 14° 19′ 0,5″ O)  |              |       | B195   |
| BW                            | Sumpfwiese und Teich östlich des Waldschlösschens | Neukirch (51° 4′ 51″ N, 14° 19′ 5″ O)      |              |       | BZ196  |
| BW                            | Rotes Floß unterhalb Valtentalsee                 | Neukirch (51° 5′ 11,6″ N, 14° 16′ 46″ O)   |              |       | BZ213  |
| BW                            | Gehölz am Feldscheunenweg                         | Neukirch (51° 6′ 22,4″ N, 14° 18′ 31,5″ O) |              |       | BZ214  |
| BW                            | Sommerlinde                                       | Neukirch (51° 5′ 47″ N, 14° 20′ 6,7″ O)    |              |       | 264    |